# Campylopterus excellens
Campylopterus excellens е вид птица от семейство Колиброви (Trochilidae). Видът е почти застрашен от изчезване.

## Разпространение
Видът е разпространен в Белиз, Гватемала, Мексико и Хондурас.